# Piła oscylacyjna

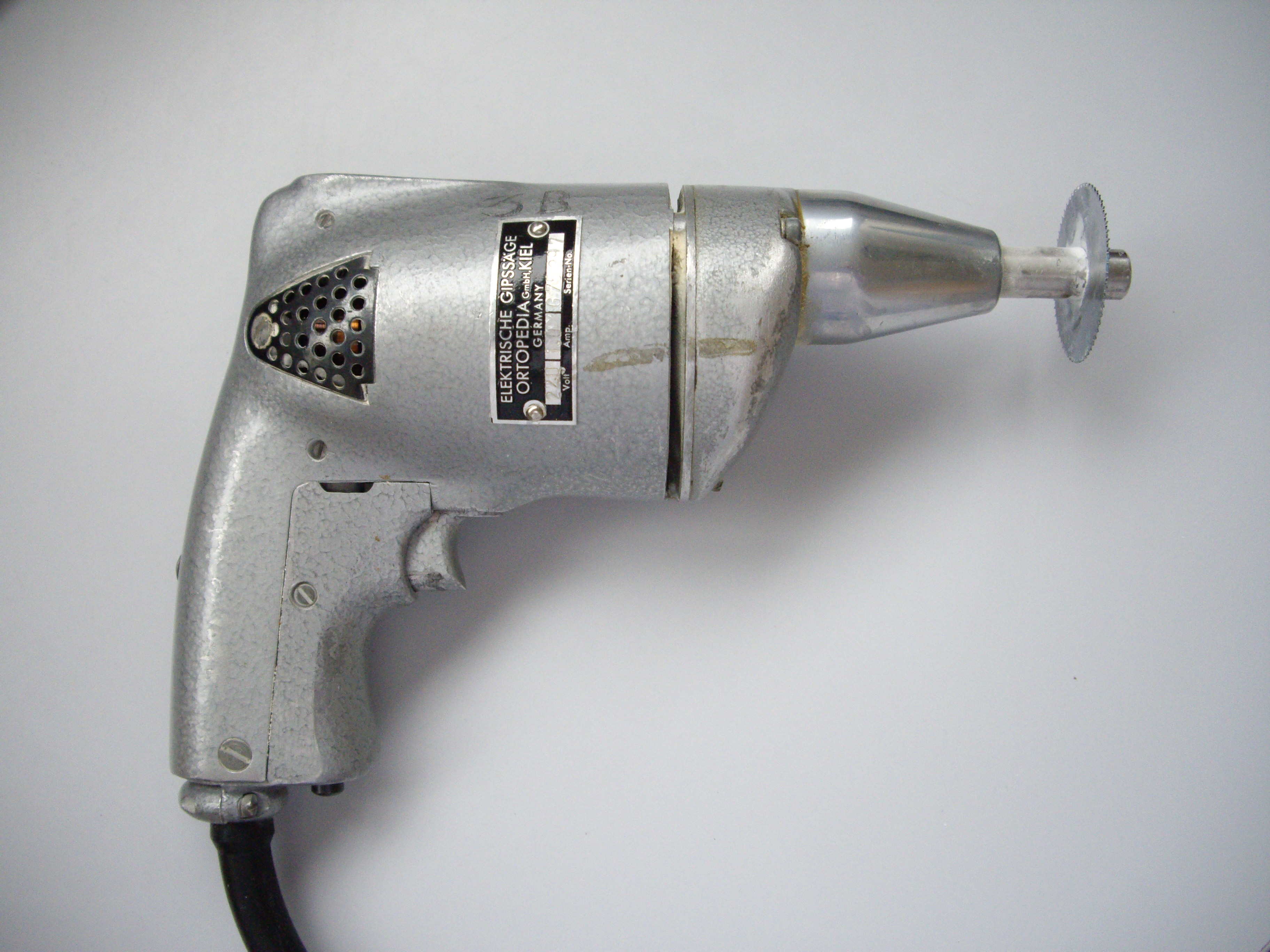
Elektryczna piła do gipsu

Piła oscylacyjna (rotacyjna) – narzędzie głównie używane w medycynie do zdejmowania opatrunku gipsowego. Powszechnie nazywa się ją piła oscylacyjna lub piła do gipsu. Elementem tnącym jest tarcza z zębami. Tarcza umieszczona jest na osi, która jest wprowadzana w oscylacje. Oscylacje są tak dobrane aby ruch zębów tnących na obwodzie tarczy był na tyle mały aby nie uszkodził skóry człowieka nawet wtedy gdy zęby tnącej piły dotkną jej. Skóra jest elastyczna i ulega lekkim odkształceniom bez skaleczenia. Jednocześnie oscylacje te są na tyle duże, że tną twardy materiał (np. gips) bez problemu. Umożliwia to cięcie gipsu na człowieku bez skaleczenia go w przypadku krótkiego kontaktu piły ze skórą.

Zęby piły mają kształt i ostrza tak dobrane aby cięły w obu kierunkach ruchu oscylującej tarczy.

Mimo niewątpliwych zalet piły oscylacyjnej należy pamiętać, że:
- Długotrwałe cięcie gipsu może spowodować wzrost temperatury tarczy tnącej. Rozgrzana tarcza może sparzyć osobę, z której zdejmuje się gips.
- Niewłaściwa obsługa piły polegająca na ciągnięciu jej po skórze może spowodować skaleczenie. W związku z tym cięcie gipsu powinno odbywać się ruchami prostopadłymi do skóry tak aby w czasie cięcia piła często traciła kontakt ze skórą.

Piła oscylacyjna (posuwisto-zwrotna) – narzędzie służące do cięcia, w którym brzeszczot porusza się ruchem posuwisto zwrotnym. Zęby brzeszczotu w tym przypadku tną tylko w jednym kierunku. Praca piły ma 2 cykle cięcie i powrót. Przykładem takiej piły jest wyrzynarka.

Przeczytaj ostrzeżenie dotyczące informacji medycznych i pokrewnych zamieszczonych w Wikipedii.